# Kościół św. Marcina w Boleszynie
Kościół św. Marcina w Boleszynie – drewniany kościół parafialny we wsi Boleszyn, w gminie Grodziczno, w powiecie nowomiejskim, w województwie warmińsko-mazurskim.

## Historia
Świątynia wybudowana w latach 1721–1722. Została przebudowana w 1739 roku. Rozbudowana w końcu XIX wieku o murowaną zakrystię i skarbczyk. Poddana remontowi w 1921 roku.

## Budowa i wyposażenie
Świątynia drewniana, o jednej nawie, posiada konstrukcję zrębową. Do jej budowy użyto drewna sosnowego. Prezbiterium jest mniejsze od nawy, jest zamknięte trójkątnie, po jego bokach znajdują się murowane: zakrystia i skarbczyk. Z przodu mieści się kwadratowa wieża. Jest zakończona namiotowym dachem z dachówką. Dach ma dwie kalenice i jest pokryty dachówką. Wnętrze świątyni jest otynkowane i częściowo posiada boazerię. Strop jest wspólny dla nawy i prezbiterium, jest płaski i posiada. Chór muzyczny jest podparty czterema słupami. Belka tęczowa posiada krucyfiks, anioły i cztery figury. 